# Charlotte Frycklund
 (décembre 2023).
Anna Charlotte Frycklund, née le 24 juillet 1969, est une pasteure et écrivaine suédoise. Elle exerce son ministère au sein de l'Église de Suède, et est responsable des sites internet de l'Église.

## Biographie
Charlotte Frycklund est pasteure de l'Église de Suède depuis 27 ans. Elle est notamment responsable des sites internet de l'Église, depuis 2016.
Elle est également l'autrice de plusieurs essais, sur les « femmes de la Bible » et les « perdants de la Bible ».

## Prix
- Prix de la Bible 2022[3]

## Publications
- 2020 : Bibelns kvinnor: 101 möten med kända och okända systrar.
- 2020 : Barn i bibeln: Möten mellan raderna
- 2021 : Marias många systrar
- 2023 : Bibelns förlorare: 44 berättelser om hopp och hopplöshet